# Warren Martin
Warren Martin est un journaliste et patron de presse américain, directeur du quotidien Detroit Tribune, dans le Michigan.

## Biographie
Quotidien du matin, le Detroit Tribune était au départ proche du parti Whig., et sous l'impulsion de Warren Martin, il participe à l'évolution de ce parti vers la création du Parti républicain américain.
En 1854, le journal appelle publiquement à créer un nouveau parti, associant les whig, qui deviendra le Parti Républicain quelques années avant la Guerre de Sécession. 
Alors que Détroit est le point de passage le plus important du chemin de fer clandestin vers le Canada, le Detroit Tribune est résolument anti-esclavagiste. Il se fait l'écho des mouvements d'anciens esclaves créés au Canada tout proche. Des réunions pour préparer ce projet ont lieu à l'intérieur même du journal, qui les accueille. 
Lors d'un meeting à Détroit le 6 juin 1854, il est décidé d'organiser une convention de masse à Jackson[Lequel ?] pour créer le nouveau parti.